# Самка богомола
«Самка Богомола» — останній роман українського письменника Сергія Оксеника, опублікований 2018 року у видавництві «Темпора». Друга «доросла» книга автора, відомого зокрема завдяки серії підліткових пригодницьких романів «Лісом, небом, водою».
Роман зачіпає тему російського вторгнення в Україну в 2014 році. Проте розповідає альтернативну історію: невдозві після розв'язання війни Росія як держава розпалася на багато різних дрібних республік, які почали воювати між собою. До України постійно прибувають біженці, яких селять у спеціальних таборах, де їх намагаються поступово інтегрувати в українське суспільство. Але виявляється, що, навіть припинивши існувати як держава, Росія все одно не полишає своїх імперських амбіцій. Навколо цього й розгортається основний сюжет роману: головний герой — солдат ЗСУ, колишній учитель української мови — стає учасником небезпечного розслідування з метою виявити ворожих агентів.

## Сюжет

### Розділ 1 «ЗСУ»
Під час чергового нічного патрулювання в таборі російських біженців Віктор Бусол, головний герой роману, знаходить підкоп в одному з бараків. Зрозумівши, що командування не приділяє підозрілій справі належної уваги, Бусол починає власне розслідування й виявляє ознаки зради та змови з ворогом. Завдяки цьому його помічає співробітник СБУ. Бусолу пропонують співпрацювати зі службою. Упродовж розслідування в історії з підкопом починає фігурувати біженка на ім'я Алевтина, проте її роль у подіях видається вкрай загадковою та підозрілою.

### Розділ 2 «СБУ»
Поступово події загострюються. Слідчі виявляють зрадників і знешкоджують диверсійну групу. Паралельно з цим головний герой зближується з Алевтиною — намагається особисто вивідати прогалини в її особовій справі. Поступово розкриваються нові деталі змови. Усе виявляється ще серйознішим, коли Бусол знаходить неподалік від табору склад зброї, якої має вистачити для того, щоб захопити військову частину. Виявляють причетність Алевтини до цієї змови. Напад на військову частину вдається відбити завдяки розкриттю планів нападників і завчасній підготовці. «Біженку» вирішують депортувати через брак доказів, за які її можна було б притягнути до відповідальності.

### Розділ 3 «Медова мандрівка»
Бусол і двоє його підопічних везуть Алевтину до кордону. Через снігопад вони спочатку збиваються з дороги, а потім їхня машина грузне в снігу. Змовниця продовжує відкрито говорити про свої, і загалом російські, мотиви відносно спроб загарбати українські землі. Бусолові, який устиг упродовж слідства зблизитися з російською агенткою, стає прикро через те, що за інших обставин між ними все могло би скластися інакше. Алевтину, врешті, передають на російський бік кордону, підкинувши їй перед тим пристрій для прослуховування. Роль «Біженки» в змові виявляється ключовою. Насправді Алевтина — агентка ФСБ на прізвисько Богомол. Їй відразу дають нове завдання й називають місце, де вона знову має перетнути кордон. Там її й зустріне Бусол зі своїми підопічними. Під час затримання Віктор не наважився вчасно вистрілити в Алевтину, і вона його вбила. Агентку наздогнав підопічний Бусола, озброєний автоматом.

## Особливості персонажів

### Віктор Бусол
Головний герой роману репрезентує покоління українців, яке зростало ще на ідеях «братніх народів». Він, попри усвідомлення агресії Росії, покладає надію на примирення й подальше співіснування. Образ самки богомола, яка поїдає свого партнера після спарювання, розкрито в контексті поглинання Російською імперією інших держав, зокрема й України. Росія втручається в усі сфери життя своїх колоній, створює штучне відчуття фамільярності. Віктор Бусол не здатен вбити «богомолку» не лише через свою людяність, але й тому, що ототожнює себе з ворогом, зазнає впливу своєрідного для колонії стокгольмського синдрому.

### Сидорчук
Підопічний Бусола, який, врешті, порушує наказ і наближається достатньо близько до ворожої агентки, аби її нейтралізувати після загибелі свого командира. Цей юнак є представником нового покоління, яке не зазнало імперських впливів Росії, зростаючи вже в незалежній Україні. Такі люди ніяк не співвідносять себе з Росією. Проте автор також зобразив Сидорчука як дуже невпевненого, не здатного чинити самостійно й рішуче. Тому він чекає на «рекомендацію» від старших, які знають, що робити.
Закінчуючи роман запитанням, Сергій Оксеник водночас сам дає на нього відповідь.

## Рецепція
- 15 листопада 2018 року у Києво-Могилянській академії відбулася відкрита дискусія роману, модерована Іриною Борисюк, за участі Володимира Моренця, Святослава Півня, Ольги Максимчук і Любові Базь[1].

- У рецензії Костянтина Родика[2] наведено можливі інтертекстуальні зв'язки й жанрову характеристику роману.